# Ardent (Schiff, 1977)
Die HMS Ardent (Kennung: F184) war eine britische Fregatte der Amazon-Klasse (Typ 21). Es war das achte Schiff dieses Namens. Sie wurde am 22. Mai 1982 während des Falklandkrieges angegriffen und versenkt.

## Der Falklandkrieg und der Untergang
Die Ardent gehörte zu der britischen Flotte, die zur Rückeroberung der Falklandinseln im April 1982 eingesetzt wurde.
Das Schiff lag am 21. Mai 1982 im Falklandsund, um die Royal Marines bei ihrer Landung zu unterstützen. Sie wurde im Laufe der Operation mehrmals von argentinischen Kampfflugzeugen angegriffen, wobei aber keine der Bomben traf. Gegen 16:30 Uhr wurde das Schiff von drei Dagger angegriffen, die drei Bomben abwarfen. Eine der Bomben zerstörte den Hangar und den Sea-Cat-Starter. Die zweite traf das Schiff am Heck, ohne zu explodieren, und die dritte Bombe landete im Wasser. Dennoch war das Schiff noch manövrierfähig.
Etwa 20 Minuten später, gegen 17 Uhr, lief die Ardent in flacheres Wasser, wo sie von drei Douglas A-4 entdeckt wurde. Das Schiff versuchte noch eine Drehung nach Backbord, doch die Skyhawks konnten mit zwölf Bomben mehrere Volltreffer erzielen, so dass die Ardent anfing zu brennen. Die Mannschaft konnte das Feuer nicht mehr unter Kontrolle bringen. Daher ging die HMS Yarmouth längsseits und übernahm die Besatzung der Ardent. Der Kommandant, Alan West, ging als letzter von Bord; er erhielt später das Distinguished Service Cross.
Die Ardent brannte noch die ganze Nacht, wobei der größte Teil der Munition explodierte. Gegen Morgen des 22. Mai war das Schiff bis auf den Topmast gesunken (51° 40′ S, 59° 8′ W).
In der Nachkriegszeit wurden die Flugabwehrkanonen sowie der Topmast von Tauchern entfernt und auf anderen Kriegsschiffen verwendet.
22 Mannschaftsmitglieder starben beim Untergang der Ardent.